# Formicins
Els formicins (Formicinae) són una subfamília de formigues (família Formicidae). Són formigues sense agulló i sense el post-pecíol. Entre els gèneres més comuns es troben Camponotus, Formica, Lasius i Brachymyrmex.

## Els formicins de la Península Ibèrica
A la península Ibèrica es troben els següents gèneres:
- Camponotus
- Cataglyphis
- Formica
- Lasius
- Lepisiota
- Nylanderia (acull algunes espècies abans incloses en el gènere Paratrechina)[5]
- Paratrechina
- Plagiolepis
- Polyergus
- Proformica
- Rossomyrmex

## Taxonomia
La subfamília Formicinae inclou les següents tribus:
- Tribu Brachymyrmecini
- Tribu Bregmatomyrmini
- Tribu Camponotini
- Tribu Formicini
- Tribu Gesomyrmecini
- Tribu Gigantiopini
- Tribu Lasiini
- Tribu Melophorini
- Tribu Myrmelachistini
- Tribu Myrmoteratini
- Tribu Oecophyllini
- Tribu Plagiolepidini
- Tribu Santschiellini
- Tribu Sicilomyrmecini